# Schossen
Unter Schossen (englisch jointing oder stem elongation) versteht man die Streckung der Pflanzentriebe und die Ausbildung von Blütenständen während des Wachstums von Pflanzen und damit den Übergang der Pflanze von der vegetativen in die generative Phase.
Schossen ist bei vielen Pflanzenarten die Voraussetzung für die Blüte, die Befruchtung und die Samenbildung. Bei der Produktion von Futter- und Nahrungspflanzen ist das Schossen unerwünscht, wenn nicht die Samen, sondern etwa der unterirdische Teil der Pflanze (z. B. bei Futterrüben, Zuckerrüben) oder die Blätter (beim Salat) genutzt werden sollen.

## Bedingungen

### Temperatur
Einige Pflanzenarten schossen nur, wenn sie vorübergehend niedrigen Temperaturen ausgesetzt sind. Daher kommt in der Landwirtschaft der Wahl des richtigen Aussaatzeitpunktes von Nutzpflanzen Bedeutung zu. Wintergetreide muss vor dem Winter ausgesät werden, damit eine ausreichende Vernalisation möglich ist. Nur dann schossen die Pflanzen nach der Vegetationsruhe im nächsten Frühjahr und bilden die erwünschten Samen (Körner). Samen und Pflanzen können aber auch künstlich vernalisiert werden. 
Futterrübe und Zuckerrübe sind zweijährige Pflanzen, sie schossen normalerweise erst im zweiten Jahr nach der Aussaat. Durch ungünstige Witterungsbedingungen nach der Aussaat (Spätfrost, niedrige Bodentemperaturen) kann bei einzelnen Pflanzen ein unerwünschtes Schossen im Jahr der Aussaat auftreten. Diese Pflanzen bezeichnet man als „Schosser“; sie sind bei Ernte und Verarbeitung sehr nachteilig.

### Tageslänge
Das Schossen von Gartensalat wird durch die sommerliche Tageslänge ausgelöst. Kopfsalat ist eine Langtagspflanze, die bei einer Belichtung von mehr als zwölf Stunden pro Tag schosst und Samenstände bildet. Verhindern lässt sich dieses Schossen durch das zeitweise Abdecken der Salat-Kulturen mit lichtundurchlässigen Materialien oder durch Verdunklung in Gewächshäusern.

## Künstliche Schossauslösung
In der Pflanzenzüchtung wird das Schossen gelegentlich künstlich erzeugt, indem die Pflanzen über einen bestimmten Zeitraum niedrigen Temperaturen oder künstlichem Licht ausgesetzt werden. Durch solche Maßnahmen kann die Forschungsarbeit unabhängig von der Jahreszeit durchgeführt werden. 